# 特奥多尔·彼得松
特奥多尔·彼得松（瑞典語：Teodor Peterson，1988年5月1日—），瑞典男子越野滑雪运动员。他曾代表瑞典参加2010年、2014年和2018年冬季奥林匹克运动会越野滑雪比赛，共获得一枚银牌和一枚铜牌。